# 1697 az irodalomban
Az 1697. év az irodalomban.

## Új művek
- Megjelenik Pierre Bayle francia filozófus Dictionnaire historique et critique (Történeti és kritikai szótár) című munkája, a vallási dogmák bírálata.
- Charles Perrault francia író mesegyűjteménye: Lúdanyó meséi (Les Contes de ma mère l'Oye), „amely a maga módján éppúgy műfajtörténeti korszakot nyit, mint La Fontaine célzatos állattörténetei.”[1]
- Először jelenik meg nyomtatásban Madame de Sévigné terjedelmes levelezésének egy része.

## Születések
- április 1. – Antoine François Prévost francia író, műfordító, egyházi személy, a Manon Lescaut világhírű szerzője († 1763)
- 1697 körül – Richard Savage angol költő († 1743)

## Halálozások
- február 28. – Haller János erdélyi politikus, író (* 1626)
- március 1. – Francesco Redi itáliai természettudós, biológus és költő (* 1626)
- június 7. – John Aubrey angol író és régiségkutató (* 1626)